# Distretto di Kannur
Il distretto di Kannur (o anche di Cannanore; malayalam: കണ്ണൂര്‍) è uno dei 14 distretti dello stato indiano del Kerala; il capoluogo è la città di Kannur, da cui il distretto prende il nome. Si tratta del secondo distretto che si incontra procedendo in Kerala in direzione nord-sud, dopo quello di Kasaragod; a sud si ritrovano i distretti di Kozhikode, sulla costa, e di Wayanad, nell'entroterra.

## Origine del nome
Ci sono molti miti e leggende associate a Kannur. Secondo la teoria più consolidata, il nome Kannur deriverebbe dalla fusione ovvia delle due parole malayalam Kannan (riferito a Krishna) e Ur (luogo). In India è piuttosto frequente associare i nomi dei villaggi alla mitologia indiana, tuttavia, nella storia di Krishna, mai ci si riferisce a questo luogo. Un'altra versione indica in Kanathur l'antico nome di Kannur, come è testimoniato pure da un antico documento custodito nel municipio.